# Osemnajsti toledski koncil
Osemnajsti toledski koncil je bil zadnji od koncilov v Toledu, ki so potekali v vizigotski Španiji pred arabsko osvojitvijo leta 711. Sklican je bil po Sedemnajstem toledskem koncilu med vladavino kralja Vitice (vladal 701–710), verjetno leta 703. Koncilu je predsedoval toledski nadškof Gunderik. 
Poročilo o sklepih koncila je v srednjem veku še obstajalo,  a se je zatem izgubilo. Sklepi so bili morda zelo kontroverzni in so bili zato morda uničeni.  V Kroniki leta 754 je omenjeno, da je Vitica ukazal toledskemu škofu Sinderedu, naj pritisne na svojo duhovščino, kaj točno je to pomenilo, pa ni znano. To bi lahko pomenilo, da je pritiskal na osemnajsti koncil, naj ratificira sklep Trulanske sinode, da je duhovniška poroka dovoljena. Po Kroniki Alfonza III. je kralj Fruela I. Asturski (vladal 757–768) ta sklep razveljavil. Iz dogodkov veje občutek, da si je Vitica prizadeval odpraviti korupcijo v vizigotski katoliški cerkvi.